# Creed (banda sonora)
Creed: Original Motion Picture Soundtrack es un álbum de la banda sonora de la película de 2015 Creed, que cuenta con música de varios artistas. El álbum fue lanzado el 20 de noviembre de 2015 mediante Atlantic Records.

## Información general
En marzo de 2015, se anunció que el compositor Ludwig Göransson haría el score de Creed, que marca la segunda colaboración en largometraje entre Göransson y el director Ryan Coogler después de Fruitvale Station (2013). Influenciado por la cultura de los 70 y el legado musical de la serie de películas de Rocky, Coogler señaló que "la música era un gran punto focal" para la película, diciendo: "'Eye of the Tiger', 'No Easy Way Out', todas esas canciones fueron un éxito masivo. Y nos abrazamos a eso. Grabamos canciones originales para la película."
La actriz Tessa Thompson, que interpreta a la cantante/compositora Bianca en la película, estuvo involucrada de forma temprana con la preparación de la película, con el fin de escribir música para su personaje con Göransson. "Pasamos dos semanas en Los Ángeles en un estudio básicamente escribiendo desde la mañana hasta la noche", dijo Thompson. "Ha sido muy interesante y también me dio una visión sobre las habilidades musicales [de Bianca], que es algo en lo que yo incursioné."

## Lista de canciones
| N.º   | Título                           | Artista                                                     | Duración |  |
| 1.    | «Last Breath»                    | Future                                                      | 3:59     |  |
| 2.    | «Check»                          | Meek Mill                                                   | 3:15     |  |
| 3.    | «Intolerant»                     | White Dave                                                  | 3:35     |  |
| 4.    | «The Fire»                       | The Roots (feat. John Legend)                               | 3:42     |  |
| 5.    | «Grip»                           | Tessa Thompson                                              | 1:56     |  |
| 6.    | «Lord Knows»                     | Meek Mill (junto a Tory Lanez)                              | 5:20     |  |
| 7.    | «Don't Waste My Time»            | Krept & Konan                                               | 3:26     |  |
| 8.    | «Let You Know»                   | White Dave (junto a Clif Soulo y Legendvry)                 | 4:33     |  |
| 9.    | «Breathe»                        | Tessa Thompson                                              | 2:25     |  |
| 10.   | «Wake Up Everybody»              | Harold Melvin & the Blue Notes                              | 3:40     |  |
| 11.   | «Bridging the Gap»               | Nas (junto a Olu Dara)                                      | 4:01     |  |
| 12.   | «Waiting For My Moment»          | Donald Glover, Jhené Aiko, Vince Staples & Ludwig Göransson | 4:11     |  |
| 13.   | «Hail Mary»                      | 2Pac                                                        | 5:11     |  |
| 14.   | «In the Kitchen»                 | White Dave (junto a Young T y K.E.L.L.S.)                   | 5:22     |  |
| 15.   | «Shed You»                       | Tessa Thompson & Moses Sumney                               | 3:19     |  |
| 16.   | «Curry Chicken»                  | Joey Bada$$                                                 | 3:34     |  |
| 17.   | «Work Ya Muscle»                 | Eearz                                                       | 3:15     |  |
| 18.   | «Lord Knows / Fighting Stronger» | Meek Mill, Jhené Aiko & Ludwig Göransson                    | 4:54     |  |
| 69:38 |                                  |                                                             |          |  |

## Álbum cinematográfico
Creed: Original Motion Picture Score es un álbum de la banda sonora de la película de 2015 Creed, compuesto por Ludwig Göransson. El álbum fue lanzado el 20 de noviembre de 2015 mediante WaterTower Music.
| N.º | Título                                     | Duración |  |
| 1.  | «Juvy»                                     | 2:19     |  |
| 2.  | «Adonis»                                   | 2:27     |  |
| 3.  | «Meeting Rocky»                            | 4:02     |  |
| 4.  | «Conlan (Redemption)»                      | 1:28     |  |
| 5.  | «Grip (Interludio)»                        | 2:05     |  |
| 6.  | «First Date†»                              | 2:30     |  |
| 7.  | «Moving in with Rocky»                     | 1:20     |  |
| 8.  | «Breathe (Interludio)»                     | 2:27     |  |
| 9.  | «Front Street Gym»                         | 3:21     |  |
| 10. | «The Sporino Fight»                        | 4:34     |  |
| 11. | «Shed You (Interludio)»                    | 2:40     |  |
| 12. | «I Got You»                                | 1:02     |  |
| 13. | «Rocky is Sick»                            | 2:17     |  |
| 14. | «Caught in the Shadow»                     | 1:20     |  |
| 15. | «If I Fight, You Fight (Training Montage)» | 4:54     |  |
| 16. | «Boxing Shorts»                            | 1:43     |  |
| 17. | «Conlan Fight»                             | 6:37     |  |
| 18. | «You're a Creed†»                          | 4:26     |  |
| 19. | «You Can See the Whole Town from Here†»    | 2:11     |  |
| 20. | «Créditos finales – Creed»                 | 3:08     |  |
| 21. | «Creed Suite»                              | 2:36     |  |

† - Contiene interpolaciones de "Going the Distance" y "Gonna Fly Now (Tema de Rocky)" de la película original Rocky.

## Música adicional
Música adicional acreditada en Creed:
| Título                             | Músico(s)                                 | Escenas clave/Notas |
| ---------------------------------- | ----------------------------------------- | ------------------- |
| "El Padre Armando"                 | Macias & Macias                           |                     |
| "24/7 Boxing Theme"                | José Cancela, Amy Beauchamp               |                     |
| "Be Alright"                       | Tessa Thompson, Ludwig Göransson, DJ Dahi |                     |
| "Days Undone"                      | The Jay Vons                              |                     |
| "Gray"                             | Gedeon Luke and The People                |                     |
| "Commas"                           | Future                                    |                     |
| "Pardon the Interruption Theme"    | Joel Langley                              |                     |
| "Throw Caution To The Wind"        | Ronnie Gesser                             |                     |
| "E Cosi' Per Non Morire"           | Luciano Beretta, Elide Suligoj            |                     |
| "Gonna Fly Now (Theme from Rocky)" | Bill Conti, Carol Connors, Ayn Robbins    |                     |
| "Going the Distance"               | Bill Conti                                |                     |